# نفرو یکم
نِفِرو یکم (انگلیسی: Neferu I؛ به‌معنای «زیبا») یک ملکه همسر در مصر باستان بود که در دوران حکمرانی دودمان یازدهم مصر در حوالی سال ۲۱۳۵ پیش از میلاد زندگی می‌کرد. گمان می‌رود که او همسر منتوحتپ یکم بوده باشد، اگرچه این موضوع به‌طور قطعی اثبات نشده است.
نِفِرو یکم مادر دو تن از پادشاهان مهم دودمان یازدهم بود: اینتف یکم و اینتف دوم. او همچنین مادربزرگ اینتف سوم و همسرش ملکه یاح بود و در نتیجه جدّهٔ نفرو دوم نیز به‌شمار می‌رفت.
تنها یک سنگ یادبود از او باقی مانده است که به حضور او اشاره می‌کند.
برخی پژوهشگران احتمال داده‌اند که نفرُو یکم همان نفروکائیت باشد، که گمان می‌رود همسر اینتف دوم بوده است. در این صورت، القاب او چنین خواهد بود: همسر محبوب پادشاه، دختر پادشاه، زینت سلطنتی (آرایهٔ دربار). البته این هم‌هویتی قطعی نیست، اما اگر درست باشد، نفرُو یکم نقشی محوری در بنیان‌گذاری و تداوم دودمان یازدهم مصر داشته است.